# シロチョウガイ
シロチョウガイ (Pinctada maxima) は、ウグイスガイ科アコヤガイ属の二枚貝で、真珠母貝の一つである。縁が白色のものと金色のものと2型が存在する。

## 概要

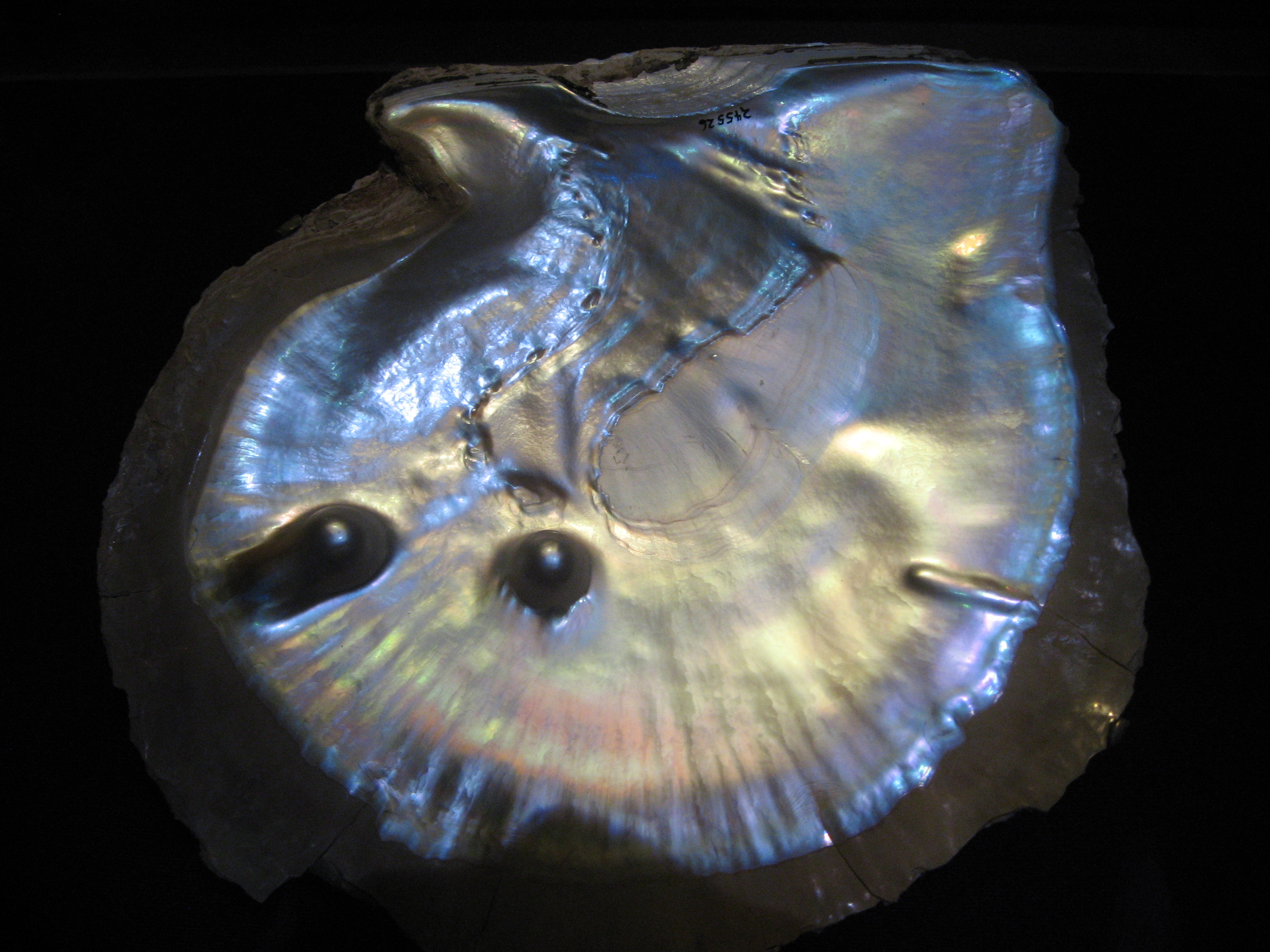
貝殻と真珠

アコヤガイ属の中では最も大きく、最大直径30cmほどまで育つ。真珠層で構成される非常に硬い内殻を持ち、内部の外縁の色が白色のものと金色のものとがある。この真珠層の色は、生産する真珠の色に影響を与える。水温、周囲のプランクトンや堆積物がその地域での色を決定する。南洋真珠（白蝶真珠）を作るための真珠養殖産業で非常に重要な種である。
英語では South Sea pearl または Philippine pearl として知られ、フィリピンの大統領フィデル・ラモスは、1996年にProclamation No. 905において、これを国石と定めた。フィリピンの1000ペソ紙幣の裏面にも描かれている。

## 分布
オーストラリア、フィジー、タヒチ、インドネシア、フィリピンに分布している。

## 真珠養殖

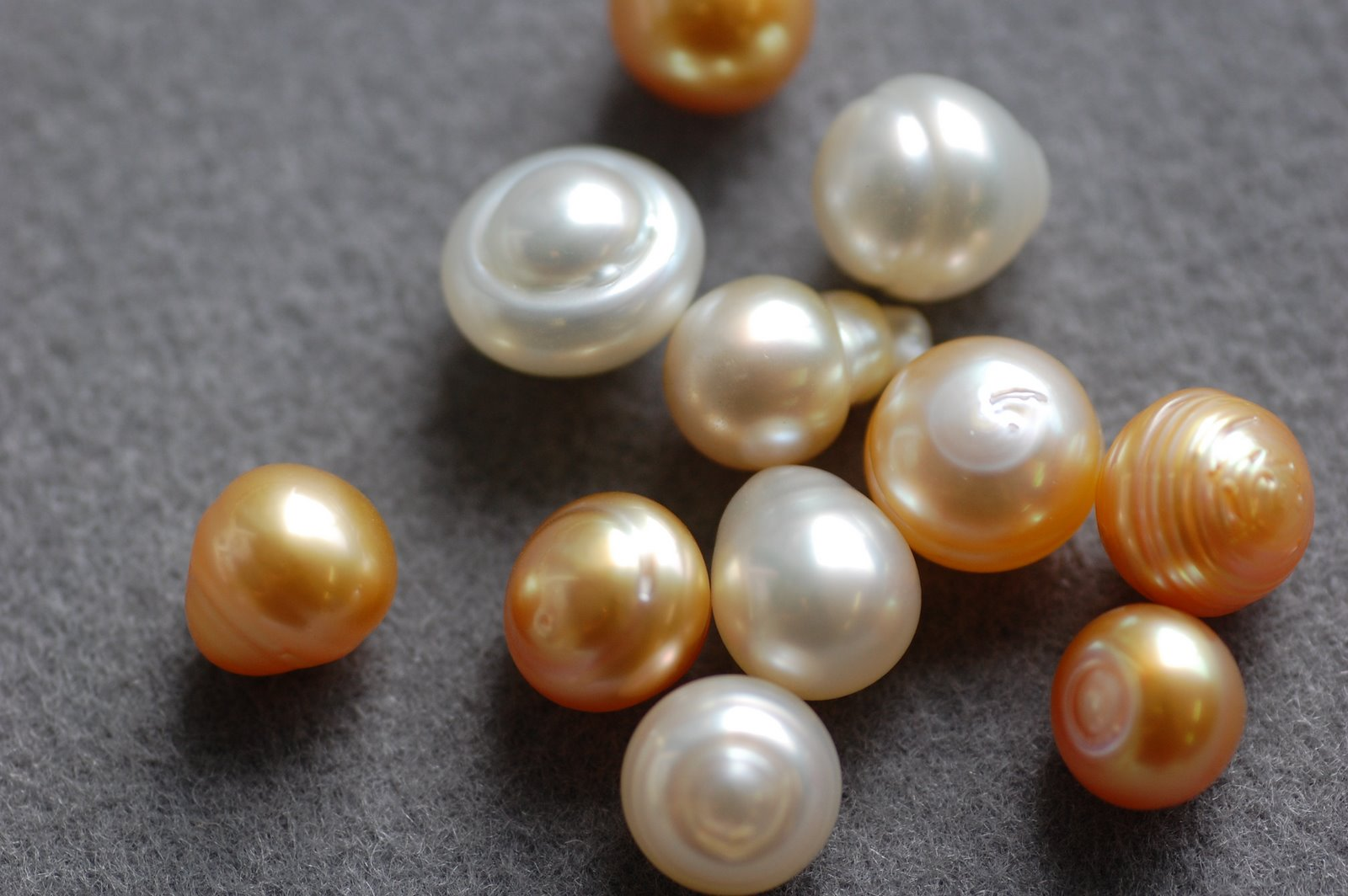
インドネシア産の南洋真珠（白蝶真珠）

シロチョウガイは白色、銀色、シャンパン色、金色の真珠を生産する。一方、クロチョウガイは、灰色、プラチナ色、石炭色、茄子色、孔雀色の黒真珠（黒蝶真珠）と呼ばれる真珠を生産する。シロチョウガイが産する南洋真珠（白蝶真珠）は、オーストラリア、インドネシア、タヒチ、フィリピン等で養殖されている。また、日本では1991年に琉球真珠が量産に成功し、事業化されている。
真珠母貝として他に比べ大きいため、養殖ではより大きな核が用いられる。オーストラリアでの養殖業は、西オーストラリア州キンバリー地区のブルームの湾が中心地である。ピンク色の輝きを持つ白色や銀色で直径18-20mmになるオーストラリア南洋真珠で良く知られる。フィリピンでは金色の真珠が生産され、特に中国における市場需要に支えられ、人気が出ている。

## 食用
パールミートは、シロチョウガイの内転筋で、珍味とされている。海洋管理協議会の海のエコラベル（MSC認証）を取得している。真珠を収穫し終えた後、可食部であるパールミートを外し、塩水で洗って冷凍する。近年では西洋のトップシェフからも、年間6トンしか生産されない、替えの利かない珍しい食材として受け入れられている。半透明でホタテ貝ほどの大きさのパールミートは、甘くて、肉質がしっかりしているが柔らかい。味はイカやロブスターの間で、香りは調理法によって様々になる。アジアでは数世紀に渡り珍味として珍重され、オメガ3脂肪酸を多く含むことから、薬理作用も期待される。塩分は少なく、タンパク質は多く、トランス脂肪酸は含まない。ビタミンA、ビタミンE、カルシウム、鉄、亜鉛も含む。また痕跡量のヨウ素を含み、代謝を促進し、甲状腺機能を活性化させる。